# Myrcia uberavensis
Myrcia uberavensis är en myrtenväxtart som beskrevs av Otto Karl Berg. Myrcia uberavensis ingår i släktet Myrcia och familjen myrtenväxter. Inga underarter finns listade i Catalogue of Life.